# 蔑視 (遊戲)
《蔑視》是Ebb Software開發，並由开普勒互动發行的生存恐怖冒险游戏。遊戲背景設定於某個生物科技文明的遺蹟，玩家須扮演類人主角一邊探索，一邊解開各種機關，以推動故事情節發展。遊戲介面設計極簡，不設任何形式的文字、地圖、可供互動的非玩家角色，而是以環境敘事的方式來指引玩家。遊戲以第一人稱視角進行，玩家可以使用四類武器來攻擊敵人。
遊戲的開發工作於2014年展開。根據遊戲總監柳博米爾·培克拉的說法，他希望製作一款冒險遊戲，能讓玩家研究並沉浸在熟悉與未知交織的環境中，而非單靠露骨的血腥場面。開發團隊也稱，遊戲是圍繞着「被拋到這個世界」的想法而設計，玩家將會在遊戲世界中孤立和迷失。遊戲的美術靈感主要源自超现实主义畫家H·R·吉格尔和濟斯瓦夫·貝克辛斯基，同时也有靈感取自作家H·P·洛夫克拉夫特的著作、寂静岭系列遊戲等。開發商於2014年時經平台Kickstarter進行群眾募資，但失敗而歸。及後公司取得私人融資，開發工序得以繼續。2017年時，公司於Kickstarter推出第二次眾籌。
《蔑視》自宣佈起便經歷多次延期。最終歷經約八年開發，遊戲於2022年10月14日，於Microsoft Windows和Xbox Series X/S平台以獨佔遊戲身份推出。而在2023年10月3日，遊戲也登上PlayStation 5平台。遊戲推出後評價好壞參半，評論家稱讚遊戲美術和氣氛營造，謎題設計意見不一，但批評戰鬥元素和存檔功能，更有意見認為戰鬥元素「簡直是對玩家的懲罰機制」。遊戲獲得多個獎項與提名，其中包括恐怖遊戲獎最佳美術指導，以及獨立遊戲獎最佳美術。根據開發團隊所指，遊戲主要聚焦於存在、混亂無序，以及人類與科技之間的關係這三個主題上。但是，不少評論家認為遊戲還涉及了生死、痛苦、性等主題。

## 玩法

遊戲畫面，顯示玩家接敵的場景

《蔑視》是集生存恐怖、射擊、解謎於一身的冒险游戏，玩家須控制類人主角，一邊探索文明遺蹟，一邊解開各種機關，以推動故事情節發展。遊戲介面設計極簡，沒有任何形式的文字、對話、地圖、目標、收藏品、可供互動的非玩家角色，全程採用環境敘事的方式引導玩家。遊戲核心是探索和解謎；遊戲共設五個大場景，每個都有多個區域供玩家探索，但只有一條正確的路徑可供行進。另一方面，每個大型且複雜的謎題，都由多個小謎題組成，玩家須按特定順序解開。玩家可透過互動式控制台，來操縱或移動大型物體。
遊戲設有四種武器，分別是可以猛擊敵人的近戰武器（類似氣錘槍），以及類似手槍、霰彈槍、榴彈發射器的遠程武器。當角色需要使用不同槍械時，只需要將槍支主體從握把拆下，再在握把上安裝其他槍支主體，即可完成更替。遊戲設有可以補充彈藥和生命值的補給站，但數量極少且相距甚遠，一旦耗盡便不會刷新。玩家只要將球狀的便攜式存儲裝置插入站點，便可補充彈藥和血藥:156。遊戲只有章節存檔，不設手動存檔，但會自動記錄玩家退出時那一刻的狀態。一旦角色死亡，遊戲將會倒帶至上一次於存檔點時的存檔。

## 劇情
遊戲故事發生在某個生物科技文明的遺蹟。類人個體A率先在「巨牆」（The Wall）醒來，他試圖穿越「原野」（The Field），期間不慎跌落裂縫，摔進「組裝廠」（The Assembly）。在探索這個類似工廠的地方時，他獲得武器，以及可以操縱各種機關的工具。到達工廠的中心後，他打算重啟培養生命的設施，但設施突然破裂，他被瞬間噴湧而出的培養液淹沒，最終失去意識，變成寄生蟲。
類人個體B其後也於巨牆甦醒。他穿越原野，進入組裝廠，並發現有一隻寄生蟲在內徘徊。探索期間，他突然被寄生蟲襲擊，兩者連接在一起，合而為一。雖然他因而能使用多種武器，但寄生蟲不時對他造成傷害。隨即時間流逝，兩者同化加劇，他也會被寄生蟲侵蝕得愈深。隨後，他使用設施內部的中央電梯，乘坐管道列車，前往「城邦」（Polis）。到達後，他的身體已被嚴重侵蝕，不得不利用城邦的機器來移除背後的寄生蟲。接著，他使用另一機器來分離肉體和意識，並與蜂巢思維連接起來。他隨後以意識驅使機器人，抱起本來殘破不堪的肉身，走向外邊的能量場。不過，寄生蟲在半路殺出，打斷連接，最終寄生蟲與他的肉身徹底融合，形成一尊不會動的肉塊。

## 開發
《蔑視》由Ebb Software開發；它是一家塞尔维亚遊戲開發工作室，於2013年成立，目標是製作不同類型的電子遊戲。遊戲開發工作始於2014年，當時團隊只有六名成員。開發人員聲稱，這款遊戲是圍繞著「被拋到這個世界」的想法而設計，玩家將會在遊戲世界中孤立和迷失，以非線性的方式探索不同但相互關聯的區域，而且令人不安的環境本身就是一個角色。而在行政總裁兼遊戲總監柳博米爾·培克拉（Ljubomir Peklar）的設想中，他希望製作一款冒險遊戲，能讓玩家研究並沉浸在熟悉與未知交織的環境中，而非單靠露骨的血腥場面:6。遊戲基本理念是關於在世界中的物理體現和存在，團隊想展示在這個世界上擁有身體的意義，以及身體與世界的關係:16。為了實現這個想法，團隊決定使用第一人稱視角:16。公司在經歷數次Kickstarter募資，以及私人融資後，成員擴充至60人。據培克拉稱，公司在2018年投入大量資金學習技術和擴充工作室，並重新製作之前已完成的大部分遊戲元素。遊戲開發期於2022年結束，歷時大約八年。不過，根據公司在遊戲推出後所發售的設定集，只有部分概念應用於最終成品，大量預定內容遭到移除。
遊戲美術由概念藝術家菲利普·阿科維奇（Filip Acović）負責:6。遊戲裏的建築都圍繞著「奇怪的形狀和陰森的繡帷」設定:6。美術靈感來源主要源自兩位超现实主义畫家的作品，分別是瑞士的H·R·吉格尔，以及波蘭的濟斯瓦夫·貝克辛斯基。根據培克拉的說法，他們作品的不同方面與遊戲中的各種主題和想法相關，而非僅僅認為他們的畫作看起來很酷。團隊目標不僅僅是向基格或貝克辛斯基致敬，他們從中也嘗試創造自己的風格。另外，培克拉也指有不少人和物都影響遊戲，例如導演大衛·柯能堡的作品、作家H·P·洛夫克拉夫特的著作、以及寂静岭系列遊戲等等。培克拉和阿科維奇兩人在溝通後一拍即合，前者在提出一些想法後，後者便能快速地交出作品:6。不過，阿科維奇在早期創作時，已經摒棄了「我們會理解我們在遊戲中看到的一切」的想法:6。人類作為生物體的存在是遊戲核心，而人体解剖学是主要主題。因此，美術團隊參考了人類不同部分，然後將它們變形、組合、誇大，甚至改變其形狀，直到獲得具有視覺吸引力的東西。團隊在研究人體結構的同時，還研究地球上各種生物的構成要素，期間更參考了大量醫學資料和自然類紀錄片。
在早期開發階段，團隊使用32位元的Unity作為游戏引擎。不過，在導入初始關卡時，遊戲引擎卻無法正確處理。而在虛幻引擎4發佈後，團隊把同一關卡導入該遊戲引擎，結果一切順利，於是他們決定改用這款引擎。此外，這款引擎可處理的多邊形數量，能夠滿足遊戲中各種有機形狀的需要。開發期間，團隊使用了引擎編輯器中的藍圖工具，創建不少定製工具，藉以組建和佈置關卡，以及營造遊戲世界氣氛。在設計遊戲界面時，由於需要符合世界的美學，以及能夠清晰地向玩家表達其功能，因此團隊不斷修改設計:154。不過，每個概念都必定基於生物力学:154。團隊最初提出以按鍵方式代替鑰匙卡，以開啟各類上鎖機關；不過隨著時間推移，團隊最終採用在主角手臂上植入可供互動的尖狀物充當鑰匙:158-161。
遊戲定位屬生存恐怖類，解謎和探索元素佔主導地位，戰鬥元素為次要。遊戲中的戰鬥部分可以避免，部分無法逃避，僅存在於部分關卡。但是，戰鬥元素是為了催化恐怖元素，同時提醒玩家周邊潛伏著危險的敵人，讓玩家在每次交戰前三思，並非遊戲的重頭戲。遊戲的解謎風格是以《汪達與巨像》、《风之旅人》、《Inside》等作品為藍本，即並非各自獨立的謎題，而是屬於將整個遊戲環境作為需要玩家努力對待的「世界謎題」。另外，開發團隊在設計關卡及其謎題時，會把環境建構成迷宮般的結構，藉以推動玩家探索未知，以便他們更好地了解周圍的恐怖世界。Ebb Software未有為遊戲聘請作家撰寫故事，而是選擇利用環境向玩家提供敘事體驗。在培克拉眼中，他認為一款好的遊戲是與互動性掛鉤，好比《汪達與巨像》和《風之旅人》，遊戲會透過背景和氛圍來向玩家講述故事。另一方面，團隊認為文字會將玩家引導至特定的方向，於是決定向玩家提供強大的視覺體驗，配以邏輯語言、符號、一些人類常識來達致敘事效果。藉此，團隊希望讓遊戲世界成為真正的故事講述者，玩家能夠成為自己故事的創造者。

## 發行
2014年11月，Ebb Software公開一段Pre-alpha版本預告，並經平台Kickstarter進行群眾募資，打算分兩部分發布。但公司在2014年12月未能取得所需資金，眾籌活動失敗而歸。2015年2月，公司宣佈取得投資者的私人融資，將繼續開發工序，並把目標發布時間定於2016年第四季。2017年9月，公司在Kickstarter推出第二次眾籌，公開全新預告，同時宣佈遊戲延至2018年發布。另一方面，公司決定放棄拆分兩部分發行的做法，但也稱遊戲未能如期於2018年推出。2020年5月，遊戲在微軟舉辦的Xbox Series X 遊戲發布會亮相，預定於同年11月Xbox Series X/S發行時一同發售。同年10月，公司釋出新的遊戲玩法預告片。不過，遊戲未有如期釋出；公司行政總裁培克拉於2021年11月在Kickstarter頁面發布聲明，指遊戲趕不上在2021年內發售，再次延期至2022年推出，更建議不滿意的支持者可以要求退款。然而，支持者批評聲明措詞不當，甚至是以「敵對語氣」書寫，最終培克拉道歉。
2022年6月，遊戲在「Xbox & Bethesda Games Showcase」亮相，開發商確認將於同年10月21日推出。9月底，遊戲發行商開普勒互動發布新的遊戲預告，並宣布遊戲將會提前至10月14日，獨佔登陸於Microsoft Windows和Xbox Series X/S平台。遊戲最終在10月14日如期發售。2023年6月，Ebb Software在PlayStation部落格上宣布，遊戲將會在同年稍後時間在PlayStation 5上釋出。同年10月3日，遊戲登陸PlayStation 5平台。

## 評價
遊戲的評價為好壞參半。匯總媒體Metacritic根據76條評論給予遊戲Microsoft Windows版本70分，另根據17條評論給予遊戲Xbox Series X版本66分。IGN刊登莉安娜·哈弗（Leana Hafer）的評論，她認為遊戲雖短，但內容充足，足以讓人一口氣通關，不失為一款令人難忘和滿足的作品。總結時稱遊戲體驗由始至終都令人不安，有時也會令人迷失，但不曾後悔。網站篝火營地的編輯認為，對於玩法設計非常注重的玩家，或會覺得本作的謎題與戰鬥體驗都談不上優秀，甚至拖累遊戲氛圍；但對喜歡另類設計的玩家而言，可能會因為本作的獨特視覺美學而深深愛上它。Techgoondu的編輯認為，本作絕對是一次獨特而難忘的體驗，但重玩價值有限。不過，GameSpot的亞歷山德羅·巴伯沙（Alessandro Barbosa）則稱，即使遊戲流程很短，但當中有太多東西可以將玩家推開，而不是讓其深陷其中，這讓玩家很難去花時間體驗。
遊戲美術和氣氛營造備受好評。游侠网的編輯認為，遊戲內部和外部場景分別參考H·R·吉格尔和濟斯瓦夫·貝克辛斯基的風格，兩種風格迴異的黑暗美術產生相當美妙的化學反應。編輯又稱，本作捨棄一般恐怖遊戲常見的突發驚嚇，專注於創造真正沉浸且具有氛圍感的體驗，配上不同元素，使壓迫感更上一層樓。Eurogamer的薇琪·布蕾克（Vikki Blake）給予同樣評價，認為本作沒有採用廉價的驚悚或突發驚嚇，反而依靠不祥的配樂和環境線索來加劇緊張氣氛。GamesRadar+的喬恩·拜爾斯（Jon Bailes）宣稱，遊戲場景模仿基格的風格，雖然讓人感覺近乎抄襲，但效果仍然令人驚嘆，猶如觀賞一場恐怖的藝術展覽。他更宣稱，遊戲開篇就如同《地獄之門》上方的銘文，向玩家發出不成文警告：「來者啊！快將一切希望揚棄！」IGN的哈弗認為，遊戲的美術風格瀰漫著恐怖氣息，塑造出具有凝聚力和整體感的世界。不過她也指出，其他恐怖遊戲會在氣氛營造方面做到有張有弛，從而形成反差、更加有效地激發恐懼，反觀本作由始至終維持黑暗壓抑，可能會起反效果。
評論家對遊戲謎題設計的評價不一。史蒂夫·賴特（Steve Wright）在網站Stevivor撰文，稱謎題有趣、引人入勝、具挑戰性，除了普通的物品收集外，還包含邏輯測試和道德劇，但過程血腥（完成謎題通常需要從某人或某物身上扯下一些東西）。3DMGAME刊登署名「海星罐頭」的評測，讚揚謎題設計恰到好處而不煩瑣，有助遊戲氛圍營造，又指謎題在提供足夠緊張感的同時，也讓玩家的進程變得更加可控。《电子游戏月刊》的麥可·戈羅夫（Michael Goroff）認為，謎題提供足夠的挑戰，讓玩家不會覺得遊戲是款「步行模擬器」，不過指部分謎題需要碰運氣，部分則太無聊又普通。Techgoondu的編輯認為，本作提供的謎題迥然不同，一些有創意和設計巧妙，一些晦澀難懂，也有些令人討厭。另一方面，完成謎題涉及一些施虐行為，例如壓碎外星嬰兒生命體，令人感到不安。TheGamer的編輯則宣稱，雖然一些謎題以很好的方式融入場景，但玩家在解謎時需要反覆試驗，可能需花費半個小時或更長時間。
遊戲的戰鬥元素和存檔功能為人詬病。Digital Trends、GameSpot、Rock, Paper, Shotgun、GamingBolt、Shacknews的編輯均對遊戲戰鬥持負面意見：他們大多認為遊戲主角生命值低，彈藥稀少，但敵人攻擊快速，場景狹窄，沒有避開戰鬥的替代路線，令整個戰鬥體驗十分糟糕。另外，遊戲也沒有手動儲存選項，意味著一旦角色死亡，便可能損失數個小時的進度。GamingBolt的舒納爾·多克（Shunal Doke）直言，遊戲在設計之初就沒有考慮過戰鬥元素，如果它只專注於探索和解謎方面，它會是款更好的遊戲。17173網的編輯更形容「戰鬥環節簡直就是對玩家的某種懲罰機制」。游民星空的編輯認為，遊戲的戰鬥體驗相當有緊張感，但遊戲中的彈藥極為有限，敵人數量眾多，給予玩家不少生存壓力。另一方面，遊戲的存檔機制會自動記錄玩家退出時那一刻的狀態，因此一旦陷入「卡關」狀態，便可能陷入困境。

### 銷量
根據網站GameSensor的估計，遊戲在推出後首個月共賣出20萬份，收益接近800萬美元。2023年6月30日，官方於社交平台Twitter宣布遊戲已累積200萬玩家，但沒有附上具體的銷售數字。

### 獎項與提名
| 年份   | 獎項            | 類別         | 獲提名者 | 結果 | 來源          |
| ------ | --------------- | ------------ | -------- | ---- | ------------- |
| 2022年 | 金摇杆奖        | 年度Xbox遊戲 | 《蔑視》 | 提名 | [ 54 ]        |
| 2022年 | 游戏大奖        | 最佳美術指導 | 《蔑視》 | 提名 | [ 55 ]        |
| 2023年 | 恐怖遊戲獎 （） | 最佳美術指導 | 《蔑視》 | 獲獎 | [ 56 ] [ 57 ] |
| 2023年 | 恐怖遊戲獎 （） | 最佳音效設計 | 《蔑視》 | 提名 | [ 56 ] [ 57 ] |
| 2023年 | 恐怖遊戲獎 （） | 最佳恐怖預告 | 《蔑視》 | 提名 | [ 56 ] [ 57 ] |
| 2024年 | 獨立遊戲獎 （） | 最佳美術     | 《蔑視》 | 獲獎 | [ 58 ]        |

## 主題
遊戲核心主題是存在、混亂無序（熵）、以及人類與科技之間的關係:9。培克拉認為，人類生來就陷入這個難題，而且它們與人類自身存在的聯繫至關重要:9。除此之外，不少遊戲記者認為遊戲還涉及了生死、痛苦、性等主題，甚至牽涉宗教。Techgoondu的編輯指出，遊戲不斷地透過臍帶、嬰兒、孕婦，以及成堆的屍體、被肢解的軀體、大量鮮血，來反覆突顯出生和死亡。Eurogamer的布蕾克認為，沒有性就沒有出生，沒有出生就沒有生命，沒有生命就沒有死亡；而這個循環往復的主題貫穿遊戲始終，就像「一條腐爛的臍帶」。篝火營地的編輯表示，基格的作品或多或少都帶有對生殖與性的隱喻。遊戲的第五章毫無保留地詮釋了「性」，有妊娠期女性的巨型雕像，壁畫上的類人生物交纏四肢、擺出各種性交體位，以及胚胎狀的生物。GamesRadar+的拜爾斯同樣認為，遊戲充斥著性象徵的元素，但它遠非色情。相反，它就像《異形》一樣，交配和繁殖本身就顯得恐怖，超越了人們對生物性別、物種、有機體的概念。
在談及主角與寄生蟲的關係時，拜爾斯認為，有些生物的誕生只是為了讓其他生物能夠生存。寄生蟲吸附在宿主身上，吮吸器官來滋養自己，雖然這是卑鄙的行為，但卻是另一種「自然」的一部分。TheGamer的編輯表示，雖然寄生蟲會損害宿主的健康，卻能確保宿主的存活。Polygon的史蒂文·阮·斯凱夫（Steven Nguyen Scaife）則指，這段關係在理論上來說是個引人入勝的概念：賦予你力量的東西也在慢慢殺死你。
3DMGAME的編輯指出，遊戲最可怕的地方是對於靈魂和生命價值的不屑與蔑視。遊戲中的社會存在著堅不可摧的階級制度：單純被當成消耗品和燃料、處於社會底層的「模組人」（Moldmen）；玩家扮演、經工業化養育且不具備生殖能力的「普通人」；以及可以自行交配孕育後代、立於社會頂層的「上流」。在其中，生命和靈魂只是更高級的消耗品，用於維持社會正常運轉；故此，編輯認為遊戲帶出了蔑視現代社會人倫的意味。斯凱夫則宣稱，開發團隊把秘而不宣的事實殘酷地公諸於世：工業巨輪的運轉需要以鮮血為代價。拜爾斯亦有著類似觀點，認為進步和生命本身在本質上都是與痛苦相伴。以遊戲為例，玩家若要打開關卡的大門，都需以鮮血為燃料，過程中必須犧牲一些可憐的生物，而它們可能與你沒有不同之處。另一方面，3DMGAME的編輯表示，團隊可能在故事內隱含了他們對於個體力量的蔑視，認為單靠一人之力根本無能力改變世界，歷經千辛萬苦，到頭來只是毫無意義的垂死掙扎。

## 備註
1. 1 2 3 4 5  名稱出自遊戲設定集。

## 外部連結
- 官方網站 （页面存档备份，存于）
- YouTube上的官方頻道 （页面存档备份，存于）
- 官方的X（前Twitter） （页面存档备份，存于）
- 遊戲Steam商店頁面 （页面存档备份，存于）